# 茂湛铁路
茂湛铁路起自广茂铁路茂名站，最终到达湛江西站，全长103公里，设车站6座，分别为茂名站、吴川站、塘缀站、黄略站、塘口站、湛江西站。其中，茂名、湛江西、塘口为既有站，吴川为新建中间站，塘缀、黄略为新建越行站。列车设计时速200公里，为国家I级双线电气化铁路，是粤西沿海高速铁路和益湛铁路的重要组成部分。该项目由铁道部和广东省共同出资建设，2009年3月21日动工兴建，于2013年12月28日建成通车。

## 地理位置
线路自茂名站西端引出，沿既有广茂线左侧并行向西，跨小东江、白沙河，折向西南，于吴川市浅水镇石碧上跨茂湛高速公路，过三丫江后，于苏村设吴川站；跨285省道、鉴江，抵塘缀镇设塘缀站；跨塘缀河、286省道，进入湛江市坡头区，在官渡工业园区东侧上跨茂湛高速公路官渡出口，线路从工业园区和茂湛高速公路之间穿过，一路西行跨石门港，进入遂溪县黄略镇设黄略站。分上下行接入黎湛线塘口站。

## 工程建设范围[3]
- 新建茂名（含）至黄略双线77.05km；新建黄略至塘口联络线，上行4.93km，下行3.95km；
- 塘口(含)至湛江（含）现状电化21.2km（建设资金0.68亿由铁道部另行安排）；
- 改建既有广茂线7.1km，新建疏解线3.38km，茂名站改造。

## 主要技术指标
（一）铁路等级：I级。
（二）正线数目：双线。
（三）旅客列车最高行车速度：200公里/小时。
（四）限制坡度：6‰。
（五）最小曲线半径：3500米，引入枢纽范围可适当降低。
（六）到发线有效长度：850米。
（七）牵引种类：电力。
（八）牵引质量：近期3500吨，远期4000吨。
（九）闭塞类型：自动闭塞。

## 站点

### 茂名站
共设正线4条、客车到发线5条（其中2条由广茂正线兼作）、货物到发线3条，有效长度为850m，改移、接长、加高基本站台至550×9×1.25m，新建2座中间站台，规模为550×10.5×1.25（m），既有旅客地道接长至第三站台，同时新建旅客地道1座，三个站台均考虑设置同长度的无柱雨棚。车站既有货场、机务车辆设施均维持既有，在站同右段管存车场新建综合维修工区一处。本次改扩建站台部预留广茂、沿海铁路及广茂疏解线接入条件，预留中间站台1座550×10.5×1.25m。

### 吴川站
为新建中间站，设有正线2条、到发线3条，设基本站台和中间站台各1座，尺寸为500m×10.0m×1.25m，站台间设旅客地道1处，站台设等长雨棚。本站设货场一处，货物线1条，牵出线1条，货物站台1座，仓库1座。并在站同左设分区所和接触网工区。

### 塘缀站
为新建越行站，设有正线2条、到发线2条，大机停留线1条。设置行车运转站台1座，尺寸为50m×6.0m×0.3m。塘缀设10kV变电所1处。

### 黄略站
为新建越行站，设有正线2条、到发线2条，设安全线一条，设置行车运转站台1座，尺寸为50m×6.0m×0.3m，场坪50m×40m。在站同右设接触网加强领工区1处。根据广州军区交通战备办公室广交站函[2006]5号复函，要求在黄略站货场新建军运联合站台1座，由于黄略站为越行站，无货场设施，本次未考虑设置军运联合站台。

### 塘口站
为既有三等中间站，本次设计黄略～塘口下行联络线从黎塘端站房对侧接入，并于站房同侧新建黄略～塘口上行联络线。车站增设2条到发线，共有7条到发线及相关渡线进行电化改造，改建两端咽喉，还建牵出线1条850m，还建基本站台1座300×6.0×0.5m。在站对左设牵引变电所1处，在站同右设10kV变电所1处。

### 湛江站
为既有区段站，本次设计湛江站在黎湛线河唇至湛江增建二线时改扩建的基础上进行现状电化改造，不增加股道设备，共有7条到发线及相关渡线进行电化改造，将机务折返段1条内燃机车整备线改造为电力机车整备线，在站对右增设分区所1处。

## 争议

### 终点站的误会
根据规划，茂湛铁路在塘口站接入黎湛铁路到达湛江站。因此从规划建设角度看，本线终点应是湛江站。但因为目前经由茂湛铁路的旅客列车全部停靠湛江西站（而非实际的终点湛江站），所以带来茂湛线终点是湛江西的误解。2018年7月1日开通的深湛铁路江湛段则以湛江西为终点，且在黄略与湛江西间不经塘口站。
此外从路局归属角度，湛江站属南宁铁路局，而湛江西站属广州铁路集团；茂湛线（除塘口站外）全线委托广铁集团运营，这一点加深了终点站是广铁湛江西站的误会。

### 区间票价
茂湛铁路开通后，经由广州的进出海南岛列车在茂名东至塘口区间改由茂湛铁路运行。由此，广州到徐闻的距离较原先减少了甚多，但广州徐闻区间的价格非但没有减少，反而有所上升。以硬座为例，茂湛铁路开通前价格为98元人民币，开通后却升至100元人民币。对此，有火车迷推测，原先茂名至塘口段执行的是国铁票价，而如今改经由茂湛铁路后，茂名至塘口段执行的则是地方铁路票价。